# Sernande
Sernande é uma localidade portuguesa do Município de Felgueiras que foi sede da extinta Freguesia de Sernande, freguesia que tinha 1,35 km² de área e 941 habitantes (2011), e, por isso, uma densidade populacional de 697 hab./km².
A Freguesia de Sernande foi extinta em 2013, no âmbito de uma reforma administrativa nacional, para, em conjunto com as freguesias de Pedreira e Rande, formar uma nova freguesia denominada União das Freguesias de Pedreira, Rande e Sernande com a sede em Pedreira.
Cesar Dinis Costa Ferreira é atualmente o Presidente da Junta de Freguesia.[carece de fontes?]
Antigamente conhecida por São João Baptista de Sernande, pertenceu ao antigo concelho de Unhão. Em 1840 fazia parte do concelho de Barrosas, extinto pelos Decretos de 30 de Junho de 1852 e 31 de Dezembro de 1853, após o que passou para o de Felgueiras.

## Resumo Histórico
A antiguidade da povoação de Sernande surge na Idade do Bronze Final, com o Povoado de Cimalhas, descoberto recentemente aquando da construção da auto-estrada.
Há registo de há muitos anos ser parte integrante da área do Antigo “Condado de Souza”, anterior à nacionalidade portuguesa e pertença da família dos Sousões, dona de toda a região do Vale do Sousa.
Depois da Romanização da Península Ibérica, deu-se a invasão árabe, seguida da reconquista Cristã. Como forma de auxiliar na Reconquista, vieram cavaleiros de outros locais, nesta zona chegaram os germanos-godos (Suevos e Visigodos), que como recompensa receberam algumas terras, através de doações. Os novos senhores das terras formaram, assim, propriedades rústicas. 
Entre as propriedades que estes senhores foram distribuindo por “rendeiros” (“foreiros”-dado que pagavam o “foro” ao senhorio), encontrava-se a propriedade de “Sisnande” (Sernande), habitada por um fidalgo com este nome. Estas terras, com o passar dos anos, sofreram inúmeras transformações administrativas.
Com a independência do condado portucalense que passou a ser reino de Portucale em 1143, Sernande passa a fazer parte das terras do conde do Unhão, muitas vezes visitado por D. Afonso Henriques.
Contudo, só 5 de dezembro de 1286 aparece referenciada como freguesia, numa inquirição particular ordenada por D. Dinis aos coutos, honras e igrejas que foram do conde D. Gonçalo Garcia de Sousa e sua mulher, Leonor Afonso (irmã daquele rei) e filha bastarda de Afonso III de Portugal, não deixando herdeiros legítimos.
Administrativamente, Sernande acompanhou a honra de Unhão, passando para a posse do mencionado conde D. Afonso Sanches, filho bastardo de D. Dinis, por doação que lhe fez, em 1312; depois, para a de Álvaro Pires de Castro, irmão de Inês de Castro, por doação em 1366;e por fim, para a família Teles da Silva, por doação em 1367, em cuja posse se manteve até à extinção dos morgadios.
A antiga freguesia de São João Baptista de Sernande foi, em tempos, vigairaria da apresentação do reitor de Unhão. 
Em 1527, esta freguesia era uma das mais povoadas do concelho de Unhão, talvez por causa do seu burgo, onde, em 26 de Setembro de 1531, D. João I instituiu uma feira franca, que se realizava de três em três semanas, a pedido de João Gomes da Silva.
Mais tarde, no século XIX em 1840 fazia parte do concelho de Barrosas, extinto pelos Decretos de 30 de Junho de 1852 e 31 de Dezembro de 1853, após o que passou para o concelho (atual município) de Felgueiras.

## Personalidades
Sendo a felgueirense freguesia de Sernande uma das partes integrantes da Vila da Longra detém efetivamente algumas personalidades dignas dessa perpetuação:
Terra natal do Dr. João Machado Ferreira Brandão, descendente da Casa de Fijô, Idães, da parte paterna e da Casa de Cimo de Vila, Sernande, da parte materna, antigo deputado nacional e presidente da Câmara do concelho, nos inícios do século XX. Nasceu em 1866 falecendo solteiro aos 56 anos em agosto de 1922 como o um dos maiores vultos desta povoação.
Mas também mais um Dr. Vicente Ribeiro Leite de Sousa Vasconcelos, da casa da Terra Seca, que foi um médico do povo.
Bem como um José Joaquim Ribeiro Teles, da casa do Telhado, que doou à diocese do Porto a quinta da Formiga, onde está instalado o colégio e seminário menor do Porto. 
Mais António Bravo Pacheco, da Casa da Capela (onde se rezou missa paroquial, enquanto não houve igreja na nova freguesia, criada no decurso do concelho do Unhão em separação com área antiga de Rande e uma parte de Varziela), sendo quem fez obras numa sua propriedade do Burgo para criação da velha escola primária. 
E o Padre Joaquim Ribeiro Teles, segundo pároco de Rande e Sernande depois que as duas paróquias referidas passaram a ter Abade comum, tendo este Abade Prior ficado na tradição por haver deixado à sua morte significativa quantia para esmolas aos pobres.

## População
| População da freguesia de Sernande | População da freguesia de Sernande | População da freguesia de Sernande | População da freguesia de Sernande | População da freguesia de Sernande | População da freguesia de Sernande | População da freguesia de Sernande | População da freguesia de Sernande | População da freguesia de Sernande | População da freguesia de Sernande | População da freguesia de Sernande | População da freguesia de Sernande | População da freguesia de Sernande | População da freguesia de Sernande | População da freguesia de Sernande |
| ---------------------------------- | ---------------------------------- | ---------------------------------- | ---------------------------------- | ---------------------------------- | ---------------------------------- | ---------------------------------- | ---------------------------------- | ---------------------------------- | ---------------------------------- | ---------------------------------- | ---------------------------------- | ---------------------------------- | ---------------------------------- | ---------------------------------- |
| 1864                               | 1878                               | 1890                               | 1900                               | 1911                               | 1920                               | 1930                               | 1940                               | 1950                               | 1960                               | 1970                               | 1981                               | 1991                               | 2001                               | 2011                               |
| 376                                | 445                                | 378                                | 371                                | 418                                | 421                                | 464                                | 569                                | 626                                | 568                                | 601                                | 567                                | 737                                | 891                                | 941                                |

| Distribuição da População por Grupos Etários | Distribuição da População por Grupos Etários | Distribuição da População por Grupos Etários | Distribuição da População por Grupos Etários | Distribuição da População por Grupos Etários | Distribuição da População por Grupos Etários | Distribuição da População por Grupos Etários | Distribuição da População por Grupos Etários | Distribuição da População por Grupos Etários | Distribuição da População por Grupos Etários |
| -------------------------------------------- | -------------------------------------------- | -------------------------------------------- | -------------------------------------------- | -------------------------------------------- | -------------------------------------------- | -------------------------------------------- | -------------------------------------------- | -------------------------------------------- | -------------------------------------------- |
| Ano                                          | 0-14 Anos                                    | 15-24 Anos                                   | 25-64 Anos                                   | > 65 Anos                                    |                                              | 0-14 Anos                                    | 15-24 Anos                                   | 25-64 Anos                                   | > 65 Anos                                    |
| 2001                                         | 228                                          | 146                                          | 436                                          | 81                                           |                                              | 25,6%                                        | 16,4%                                        | 48,9%                                        | 9,1%                                         |
| 2011                                         | 192                                          | 133                                          | 514                                          | 102                                          |                                              | 20,4%                                        | 14,1%                                        | 54,6%                                        | 10,8%                                        |